# Roberrt
Pour plus de détails, voir Fiche technique et Distribution.
Roberrt est un film d'action à suspense indien en langue kannada sorti en 2021, écrit et réalisé par Tharun Sudhir et produit par Umapathy Srinivasa Gowda sous la bannière d'Umapathy Films. Le film met en vedette Darshan, Jagapathi Babu, Ravi Kishan, la débutante Asha Bhat, Devaraj et P. Ravi Shankar. V. Harikrishna et Arjun Janya ont composé la bande sonore. La cinématographie et le montage sont assurés respectivement par Sudhakar S Raj et KM Prakash. Le film est sorti en salle le 11 mars 2021 en même temps que la version Telugu du même nom.

## Distribution
- Darshan : Raghava / Roberrt
- Jagapathi Babu : Nanabhai
- Vinod Prabhakar : Raghava
- P. Ravi Shankar : Sarkar
- Asha Bhat : Amrutha, l'amoureuse de Roberrt
- Sonal Monteiro : épouse de Raghava
- Ravi Kishan : député Tripathi
- Devaraj : commissaire de police
- Avinash : ministre
- Chikkanna : Agni
- Shivaraj KR Pete : Babu / Bobby
- Jason D'Souza : Arjun, le fils de Raghava
- Tejaswini Prakash : mariée
- Aishwarya Prasad : Kamala
- Chandu B Gowda : fils de MLA[Qui ?]
- Dileep Shetty : Cherry, le fils de Nanabhai
- Ashok : Vishwanath Bhat
- Naveen D Padil : beau-frère de Vishwanath Bhat
- Dhramanna Kadur : Madana
- Giri Dwarkish : Bhootayya
- Kari Subbu : [Quoi ?]
- Umapathy Srinivasa Gowda dans une apparition spéciale dans la chanson "Jai Sriram"
- Tharun Sudhir dans une apparition spéciale dans la chanson "Dostha Kano"

## Production
La production du film a commencé avec le titre provisoire D53. Produit des films Sandalwood Hebbuli et Ondalla Eradalla, Umapathy Films a annoncé qu'ils allaient collaborer avec Darshan sous la direction de Tharun Kishore Sudhir, dans son premier film de Chowka, Darshan avait fait une apparition spéciale en 2017. La photographie principale a commencé en juin 2019. La première affiche thématique a été publiée par la maison de production le 6 novembre 2018, tandis que le titre du film a été annoncé comme "Roberrt" le 25 décembre 2018 pour Noël. La deuxième affiche thématique du film est sortie le 5 juin 2019 à la veille du festival Ramzan,.
Coïncidant avec l'annonce du titre, une affiche thématique a également été publiée le 25 décembre 2018. L'affiche voyait Darshan comme l'incarnation de Hanuman avec Rama sur son épaule.
Le tournage du film s'est déroulé de manière confidentielle, les téléphones portables auraient été interdits sur les lieux de tournage.
Le réalisateur Tharun Sudhir a révélé que Darshan incarnera deux différents rôles dans le film.

## Bande sonore
Albums de Arjun Janya
Odeya
(2019) Kotigobba 3
(2021)
Les chansons du film sont composées par Arjun Janya. C'est la quatrième collaboration de Janya et Darshan après Chakravarthy, Tarak et Odeya. Le re-recording du film est assuré par V. Harikrishna.
Kannada
- La première chanson de Roberrt "Ba Ba Ba Na Ready" est sortie le 3 mars 2020.
- Les réalisateurs ont sorti "Jai Sri Ram" du film. La chanson a deux versions, dont une version a été chantée par Shankar Mahadevan et une autre par Chorus ft. Divya Kumar.
- La troisième chanson "Dostha Kano" est sortie le 21 mars 2020.
- "Kannu Hodiyaka" est sortie le 20 février 2021.
- "Baby Dance Floor Ready" est sortie le 28 février 2021.

| No  | Titre                  | Singer(s)                                                                                  | Durée |
| --- | ---------------------- | ------------------------------------------------------------------------------------------ | ----- |
| 1.  | Ba Ba Ba Na Ready      | Vyasaraj Sosale, Santhosh Venky, Aniruddha Sastry, Supreeth Phalguna, Nikhil Parthasarathy | 3:15  |
| 2.  | Jai Sriram             | Shankar Mahadevan                                                                          | 3:43  |
| 3.  | Jai Sriram             | Chorus ft. Divya Kumar                                                                     | 3:38  |
| 4.  | Dostha Kano            | Hemant Kumar, Vijay Prakash                                                                | 4:04  |
| 5.  | Kannu Hodiyaka         | Shreya Ghoshal                                                                             | 3:45  |
| 6.  | Baby Dance Floor Ready | Nakash Aziz, Aishwarya Rangarajan                                                          | 3:33  |
| 7.  | Nin Edurali Naanu      | Shruthi Prahalad                                                                           | 1:36  |
| 8.  | Roberrt Theme          | Instrumental                                                                               | 0:56  |
| 9.  | Roberrt Theme 2        | Instrumental                                                                               | 0:56  |
| 10. | Roberrt Theme 3        | Instrumental                                                                               | 1:06  |
| 11. | Roberrt Theme 4        | Instrumental                                                                               | 2:05  |

" 
| No | Titre                       | Singer(s)                                              | Durée |
| -- | --------------------------- | ------------------------------------------------------ | ----- |
| 1. | Ra Ra Ra Nen Ready          | Sai Charan Bhaskaruni, Saketh, Aditya Iyenger, Srinath | 3:15  |
| 2. | Jai Sriram                  | Swarag Keerthan                                        | 3:38  |
| 3. | Kanne Adhirindhi            | Mangli                                                 | 3:45  |
| 4. | Baby Dance Floor Ready      | Nakash Aziz, Aishwarya Rangarajan                      | 3:34  |
| 5. | Brother From Another Mother | Vedala Hemachandra, Sri Krishna                        | 4:04  |
| 6. | Ninodhalaka Neenu           | Ramya Behara                                           | 1:36  |

## Sortie
Roberrt est sorti le 11 mars 2021, à la veille de Maha Shivaratri dans 1 200 cinémas à travers le monde. Il devait initialement être diffusé en avril 2020. Le film a été retardé de plusieurs mois en raison de la pandémie de Covid-19 en Inde.
le film est sorti sur environ 1 600 écrans, dont 650 au Karnataka et environ 350 au Telangana et au Andhra Pradeshh, 300 dans le reste de l'Inde et 300 à l'étranger.

## Accueil

### Réception critique
Sunayana Suresh dans sa critique du The Times of India a donné une note de 4/5 et a déclaré : « Darshan et Tharun Kishore Sudhir font équipe pour la première fois ensemble pour un film à part entière. Le film, qui sort près d'un an après sa date de sortie initiale, réussit à être à la hauteur et finit par être plus qu'un simple divertissement d'action de masse et en a assez pour satisfaire le public familial aussi ».
Y Maheswara Reddy du Bangalore Mirror a attribué une note de 4/5 et a déclaré : « Le film bilingue (Kannada et Telugu) Roberrt a tous les ingrédients nécessaires pour divertir le public de masse, en particulier les fans inconditionnels de Challenging Star Darshan. Ce film devait sortir en avril 2020, mais il a été reporté à cause de la pandémie. Cependant, il a réussi à répondre aux attentes des cinéphiles ». A Sharadhaa du New Indian Express a attribué une note de 4/5 et a déclaré : « Roberrt, le film de Darshan, est tout sauf un film d'action typique de la Challenging Star. L'acteur, qui est connu pour son attrait pour le grand public, livre également une performance complète qui établit ses références de classe aussi ».

### Box-office
le premier jour de sa sortie Roberrt a recueilli ₹21 crore dans le monde entier, avec 17,24 millions de roupies au Karnataka, 3,12 millions de roupies au Telangana et Andhra Pradesh (pour la version Telugu)  et le reste provenant des autres états indiens et de l'étranger. Roberrt a rapporté 12,78 millions de roupies et 14,10 millions de roupies le deuxième et le troisième jour respectivement au Karnataka. Le film a récolté un total de 44,12 millions de roupies en trois jours et est entré dans le club des 50 millions de roupies le quatrième jour en récoltant 15,68 millions de roupies le dimanche, ce qui porte ses recettes totales à 59,8 millions de roupies. Dans les États d'Andhra et de Telangana, il a récolté 6,19 millions de roupies,. Le film a récolté 78,36 millions de roupies au Karnataka et 7,61 millions de roupies dans les États du Telugu au cours de la première semaine,. Le film a dépassé K.G.F : Chapter 1 qui a rapporté 68,8 millions de roupies au cours de la première semaine de sa sortie. Le film a récolté 102,4 millions de roupies au Karnataka à la fin de la troisième semaine.